# Дворац Томпеа
Дворац Томпеа (ест. Toompea loss, лат. Castrum Danorum) је дворац на брду Томпеа у централном делу Талина, главног града Естоније. У дворцу, древном упоришту које се користи барем од 9. века, данас се налази парламент Естоније.

## Историја
Према легенди, цело брдо Томпеа направила је Линда која га је изградила камен по камен, властитим рукама, и Томпеа је гробница древног естонског хероја, Калева. Калевова удовица, Линда је толико плакала због смрти свог супруга, да су сузе створиле оближње језеро Улемисте.
Један од разлога настанка ове легенде вероватно је што су досељеници у време древне Естоније користили природно брдо као упориште које се лако брани. Временом се место развило и у трговинско седиште. То је вероватно било једно од првих насељених подручја на месту које је касније постао Талин.
1219. године дворац су преузели дански крсташи под вођством Валдемара II. Према популарној данској легенди, застава Данске (Dannebrog) пала је с неба током критичне фазе битке (познате као Битка за Линданисе). Овај први прави дворац назван је "Дворац Данаца", на латинском Castrum Danorum и на естонскомTaanilinnus. Из овог последњег вероватно је изведено модерно име града Талина.
Године 1227. дворац је преузело Ливонијско братство мача које је покренуло програме обнове. Дворац који су почели градити у великој је мери дворац који и данас постоји. Дворац је поново пао у руке Данаца само десет година касније, али је продат Тевтонском реду 1346. године, и остаће у њиховим рукама до краја средњег века.
Како је крсташки Тевтонски ред био религиозни ред, дворац је на више начина личио на манастир. Имао је капелу, зборницу каноника и спаваоницу за витезове. Ред је био одговоран и за подизање још увек видљивих кула цркве, укључујући "Pilsticker" (у преводу "оштрач" стрелица), "Stür den Kerl" ("штит од непријатеља"), "Landskrone" ("круна земље") и вероватно најпознатији,"Pikk Hermann", ("Високи Херман"). Високи Херман је висок 48 м и доминира над обрисом дворца. Застава Естоније сваког дана се диже на врху куле при изласку сунца, на звук државне химне, и спушта при заласку сунца.
Са превратима Ливонског рата током 16. века, крсташки редови које су некада доминирали данашњим балтичким државама су распуштени, а за регион су се бориле Шведска, Пољска и Русија. Од 1561. године северном Естонијом владала је Шведска. Швеђани су дворац претворили из тврђаве крсташа у свечани и административни центар политичке моћи у Естонији, чему замак служи и сада.
Шведска је 1710. године изгубила територију садашње Естоније која је припала Руском царству. Руска администрација је спровела велике обнове и дворац дефинитивно претворила у палату. Ново доминантно крило у барокном и неокласичном стилу, које је дизајнирао Јохан Шулц, додато је источном делу комплекса замка. У њему су се налазиле управа и дневни боравак гувернера. Током доба царства, југоисточно од замка изграђен је и јавни парк, а у близини је подигнута и архивска зграда.

## Зграда парламента
После Декларације о независности Естоније 1918. године, на месту бивше зграде манастира Тевтонског реда подигнута је зграда у којој се налази парламент републике. Завршена је након две године, 1922. године, а дизајнирали су је архитекти Еуген Хаберман и Херберт Јохансон. Иако је њен екстеријер традиционалистички, унутрашњост је експресионистичка по стилу - једина таква зграда парламента. Током каснијих периода совјетске, немачке и друге совјетске окупације (1940–1991), Парламент је био распуштен. Дворац и зграду Парламента међутим, користило је Врховно совјетско веће Естонског ССР-а током друге совјетске окупације.